# Sapogenin
Sapogenini su aglikoni, ili nesaharidni delovi, familije prirodnih proizvoda poznate kao saponini. Primarna organska karakteristika sapogenina je njihov steroidni ili drugi triterpenski okvir. Na primer, steroidni sapogeni kao što su tigenin, neogitogenin, i tokorogenin su izolovani iz krtola Chlorophytum arundinacelum. Neki steroidni sapogeni mogu da služe kao početni materijal za polusintezu pojedinih steroidnih hormona. 

## Spoljašnje veze
- Sapogenin